# Ŭ
Ŭ ist ein Graphem des belarussischen lateinischen Alphabets (Łacinka), des Esperanto-Alphabets sowie der lateinischen Umschrift des Koreanischen nach McCune-Reischauer. Es besteht aus U und Breve.

## Belarussisch
Im belarussischen ist es die lateinische Entsprechung des kyrillischen Ў (kleingeschrieben ў) und wird auch als kurzes U bezeichnet. Phonetisch zeigt es ein konsonantisches u an – vergleichbar mit dem polnischen ł oder dem w im Englischen. Etymologisch steht es an Stellen, an denen in anderen slawischen Sprachen v bzw. l steht.

### Beispiele
| belarussisch: | паабяцаў  | даляраў  |
|               | paabiacaŭ | dalaraŭ  |
| russisch:     | пообещал  | долларов |
|               | poobeščal | dollarov |

## Koreanisch
Im Umschriftsystem McCune-Reischauer gibt ŭ den koreanischen Vokal ㅡ wieder sowie ŭi den in der Hangeul-Schrift ㅢ geschriebenen Diphthong.

### Beispiel
| Hangeul:           | 함흥시     | 신의주시   |
| McCune-Reischauer: | Hamhŭng-si | Sinŭiju-si |

## Esperanto
In der Plansprache Esperanto kennzeichnet der Buchstabe Ŭ/ŭ den Laut [⁠u⁠], der jedoch im Gegensatz zum herkömmlichen U/u nur als Diphthong auftreten kann und daher keinen Einzellaut darstellt. Dies ist vergleichbar mit dem Buchstaben J/j (im Vergleich zu I/i) in der deutschen Sprache. In maschinell erstellten Texten kann zur Umschrift eine alternative Schreibweise gewählt werden, jedoch werden laut Regelwerk an diesen Stellen das normale U/u verwendet.

### Beispiele
| Esperanto: | Aŭto | anstataŭ | Ŭato (auch: Vato) |
| Deutsch:   | Auto | anstatt  | Watt              |